# 오가선
오가선(일본어: 男鹿線)은 일본 아키타현 아키타시의 오이와케역과 아키타 현 오가시에 있는 오가역에 있는 동일본 여객철도의 철도 노선(지방 교통선)이다.

## 노선 정보
- 관할 (사업 종별) : 동일본 여객철도 (제 1 종 철도사업자)
- 구간 · 노선 거리 (영업 거리) : 오이와케 - 오가 26.6km
- 궤간 : 1067mm
- 역 수 : 9 (기종점역 포함)
  - 오가 선 소속역으로 한정된 경우, 기점의 오이와케 역(오우 본선 소속)이 제외되어, 8역이 된다.
- 복선화 구간 : 없음 (전 구간 (단선)
- 전철화 구간 : 없음 (전 구간 비 전철화)
- 폐색 방식 : 자동 폐색식
- 최고속도 : 85km/h
- 운전 지령소 : 아키타 종합 지령실 (CTC)

전 구간이 동일본 여객철도 아키타 지사의 관할이다.

## 역 목록
| 노선명      | 역명                 | 일어 역명 | 역간 거리 | 누계 거리 | 접속 노선                                                               | 소재지     |
| ----------- | -------------------- | --------- | --------- | --------- | ----------------------------------------------------------------------- | ---------- |
| 오 우 본 선 | 아키타               | 秋田      | -         | 13.0      | 동일본 여객철도 아키타 신칸센 · 오우 본선 (오마가리 방면) · 우에쓰 본선 | 아키타시   |
| 오 우 본 선 | 이즈미소토아사히카와 | 泉外旭川  |           |           | 오우 본선                                                               | 아키타시   |
| 오 우 본 선 | 쓰치자키             | 土崎      | 7.1       | 5.9       |                                                                         | 아키타시   |
| 오 우 본 선 | 가미이지마           | 上飯島    | 2.5       | 3.4       |                                                                         | 아키타시   |
| 오 가 선    | 오이와케             | 追分      | 3.4       | 0.0       | 동일본 여객철도 오우 본선 (하치로가타 방면)                             | 아키타시   |
| 오 가 선    | 데토하마             | 出戸浜    | 5.1       | 5.1       |                                                                         | 가타가미시 |
| 오 가 선    | 가미후타다           | 上二田    | 3.2       | 8.3       |                                                                         | 가타가미시 |
| 오 가 선    | 후타다               | 二田      | 2.1       | 10.4      |                                                                         | 가타가미시 |
| 오 가 선    | 덴노                 | 天王      | 2.8       | 13.2      |                                                                         | 가타가미시 |
| 오 가 선    | 후나코시             | 船越      | 1.7       | 14.9      |                                                                         | 오가시     |
| 오 가 선    | 와키모토             | 脇本      | 4.0       | 18.9      |                                                                         | 오가시     |
| 오 가 선    | 하다치               | 羽立      | 4.8       | 23.7      |                                                                         | 오가시     |
| 오 가 선    | 오가                 | 男鹿      | 2.9       | 26.6      |                                                                         | 오가시     |